# 스몰렌스크 공국
스몰렌스크 대공국(러시아어: Великое княжество Смоленское 벨리코에 크니야제스트보 스몰렌스코에[*]) 또는 스몰렌스크 공국은 1054년부터 1508년까지 스몰렌스크에 존재하던 류리크 왕조 출신의 공후가 다스리던 루스 공국이다. 키예프 루스가 여러 공국으로 분열될 때 성립된 루스 계열의 군소 공국들 중 하나이며, 1508년에 모스크바 대공국에 의해 멸망하였다.